# Рамошкене, Геновайте Миколовна
Генова́йте Ми́коловна Рамошке́не (в девичестве Шидаги́те; лит. Genovaitė Šidagytė-Ramoškienė; род. 12 мая 1945, Дайчюнай, Вашкайская волость) — советская гребчиха, выступала за сборную СССР по академической гребле в конце 1960-х — середине 1970-х годов. Бронзовая призёрша летних Олимпийских игр в Монреале, дважды чемпионка Европы, обладательница серебряной и бронзовой медалей первенств мира, многократная победительница республиканских и всесоюзных регат. На соревнованиях представляла каунасский клуб «Жальгирис», заслуженный мастер спорта.

## Биография
Родилась 12 мая 1945 года в деревне Дайчюнай Паневежского уезда Литовской ССР. Активно заниматься академической греблей начала в раннем детстве, состояла в каунасском спортивном клубе «Жальгирис».
Первого серьёзного успеха добилась в сезоне 1967 года, когда впервые стала чемпионкой СССР и, попав в основной состав советской национальной сборной, побывала на чемпионате Европы в городе Виши, откуда привезла награду бронзового достоинства, выигранную в зачёте парных одиночных лодок. В 1969 году вновь была лучшей на всесоюзном чемпионате и съездила на европейское первенство в австрийский Клагенфурт, где обогнала в одиночках всех своих соперниц и завоевала тем самым золотую медаль. Год спустя защитила чемпионское звание на первенстве Советского Союза, после чего выиграла бронзу на европейском первенстве в венгерском городе Тата. В период 1972—1976 неизменно побеждала на всех всесоюзных соревнованиях, в 1973 году в одиночках одержала победу на домашнем первенстве Европы в Москве. По итогам этого сезона за выдающиеся спортивные достижения удостоена почётного звания «Заслуженный мастер спорта СССР».
В 1974 году Рамошкене взяла серебро на чемпионате мира в швейцарском Люцерне, заняв второе место в гонке одиночных парных лодок. На следующем мировом первенстве, прошедшем в английском Ноттингеме, была третьей и получила бронзу. Благодаря череде удачных выступлений удостоилась права защищать честь страны на летних Олимпийских играх 1976 года в Монреале — вместе с напарницей Элеонорой Каминскайте завоевала медаль бронзового достоинства, уступив в финале лишь командам из ГДР и Болгарии. 
Имеет высшее образование, в 1966 году окончила Литовский государственный институт физического воспитания. После завершения карьеры спортсменки работала преподавателем, читала лекции на тему физического воспитания. Позже была чиновницей в департаменте физической культуры Литвы, за заслуги в спорте награждена памятными знаками и медалями.